# Вершинін Михайло Олександрович
Михайло Олександрович Вершинін (позивний «Кот»; нар. 22 вересня 1973, м. Донецьк) — український поліціянт, підприємець, доброволець, майор Національної поліції України, учасник російсько-української війни. Лицар ордена Богдана Хмельницького III ступеня (2022).

## Життєпис
Михайло Вершинін народився 22 вересня 1973 року в Донецьку.
Працював приватним підприємцем.
У 2014 році добровільно долучився до ДУК «Правий сектор». Під час АТО брав участь в обороні Донецького аеропорту.
У 2015 році вступив до лав Патрульної поліції Маріуполя, згодом став керівником Головного управління Національної поліції України в Донецькій області.
Станом на 2017 рік керівник патрульної поліції Маріуполя. У 2020 році Михайла мали намір відсторонити від посади через скандал щодо дій кількох його підлеглих. Тоді вперше в історії української поліції мешканці міста ініціювали відкрите звернення до керівництва Департаменту патрульної поліції із вимогою залишити Вершиніна на посаді.
З початком повномасштабного російського вторгнення в Україну 2022 року став на захист Маріуполя, отримав поранення.
21 вересня 2022 року звільнений з російського полону.

## Нагороди
- ордена Богдана Хмельницького III ступеня (17 травня 2022) — за особисту мужність і самовіддані дії, виявлені у захисті державного суверенітету та територіальної цілісності України, вірність військовій присязі[4];
- медаль «Захиснику України» (28 березня 2022) — за особисту мужність і самовіддані дії, виявлені у захисті державного суверенітету та територіальної цілісності України, вірність військовій присязі[5].

## Спеціальні звання
- майор поліції (2022)[6];
- капітан поліції (2022)[4];
- старший лейтенант поліції[5].